# رونالد بيليساريو
رونالد بيليساريو (بالإسبانية: Ronald Belisario)‏ هو لاعب كرة قاعدة فنزويلي، ولد في 31 ديسمبر 1982 في ماراكاي في فنزويلا.

## وصلات خارجية
- رونالد بيليساريو على موقع دوري كرة القاعدة الرئيسي (الإنجليزية)
- رونالد بيليساريو على موقعبيزبول رفرنس.كوم (الدوري الرئيسي) (الإنجليزية)
- رونالد بيليساريو على موقعبيزبول رفرنس.كوم (الدوري الثانوي) (الإنجليزية)
- رونالد بيليساريو على موقع إي إس بي إن.كوم (أم.أل.بي) (الإنجليزية)
- رونالد بيليساريو على موقع مشجعي الرسوم البيانية (الإنجليزية)